# Усманово (Гафурійський район)
Усма́ново (рос. Усманово, башк. Усман) — присілок у складі Гафурійського району Башкортостану, Росія. Входить до складу Саїтбабинської сільської ради.
Населення — 246 осіб (2010; 302 в 2002).
Національний склад:
- башкири — 100%